# Commission de Triage
Als Commission de Triage (deutsch: Triage-Kommission) bezeichnete man nach dem Ersten Weltkrieg von den französischen Behörden in den deutschsprachigen Gebieten Elsaß-Lothringens eingerichtete Kommissionen. Ihre Aufgabe war die Beschlussfassung über die zu vertreibenden Deutschen und die Bestrafung von Kollaborateuren. Der Name leitet sich von der Triage, also der Sichtung und Aussonderung von Verwundeten her.

## Geschichte
Die Kommissionen entstanden  planmäßig in allen größeren und mittelgroßen Städten des ehemaligen Reichslandes. Sie bestanden aus einem vorsitzenden Offizier sowie drei vom Generalkommissar aus einer Vorschlagsliste gewählten Beisitzern. Diese Vorschlagsliste wurde von den Handelskammern, Gewerkschaften und Stadträten erstellt. Daneben gehörte der Kommission ein Sekretär an, der vom Generalkommissar aufgrund eines Vorschlages des französischen Heeres ernannt wurde.
Vertrieben durch Sprüche der Triage-Kommissionen wurden etwa 150.000 Personen, größtenteils Altdeutsche, die selbst, oder deren Eltern/Großeltern aus dem Deutschen Reich oder aus Österreich-Ungarn stammten. Daneben sprachen die Kammern Vermögensstrafen oder die Aberkennung der bürgerlichen Ehrenrechte aus. Neben den „Altdeutschen“ waren auch nicht zugewanderte Elsässer und Lothringer (darunter auch solche mit französischer Muttersprache) betroffen, denen man Kollaboration mit der deutschen Verwaltung oder dem deutschen Militär vorwarf.
Eine Anklagebehörde gab es nicht. Die Kommissionen arbeiteten aufgrund Schwarzer Listen und Denunziationen. Mitte der 1920er Jahre stellten die letzten Kommissionen ihre Arbeit ein.
1919 wurden in Colmar, Straßburg und Metz Commissions spéciales d’Examen des Etrangers (übersetzt: Sonderkommissionen zur Untersuchung von Ausländern) gebildet, die als zweite Instanz Beschwerden gegen Entscheidungen der Triage-Kommission zur Abschiebung überprüfen sollten. Diese Kommissionen, die 18 Monate lang tagten, bestanden aus einem vom Generalkommissar auf Vorschlag des Generalstaatsanwaltes ernannten Richter, sowie drei Beisitzern und einem Sekretär, die analog den Triage-Kommissionen bestimmt wurden.
Auch nach dem Zweiten Weltkrieg wurden vergleichbare Kommissionen zur Ahndung der Kollaboration in Frankreich (1940–1944) eingerichtet, die Commission d’Épuration.

## Bekannte Opfer
- Richard Fuchs, Reichstagsabgeordneter (SPD)
- Eugen Ricklin, Reichstagsabgeordneter (Zentrum)